# Werner Seibold
Werner Seibold (n. 24 ianuarie 1948, Tegernsee, Bizone⁠(d), Germania – d. 29 noiembrie 2012, Bad Wiessee, Bavaria, Germania) a fost un trăgător de tir ce a reprezentat Germania, medaliat olimpic. A participat la 2 ediții ale Jocurilor Olimpice (1976, 1984) în care a câștigat o medalie de bronz.